# Oest dels Estats Units

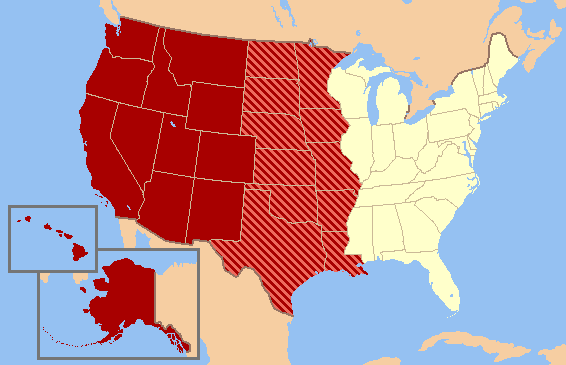
Les definicions d'aquesta regió varien d'una font a una altra. Els estats marcats en vermell fosc solen ser considerats part de l'Oest, mentre que els marcats en color més clar no sempre hi són inclosos.

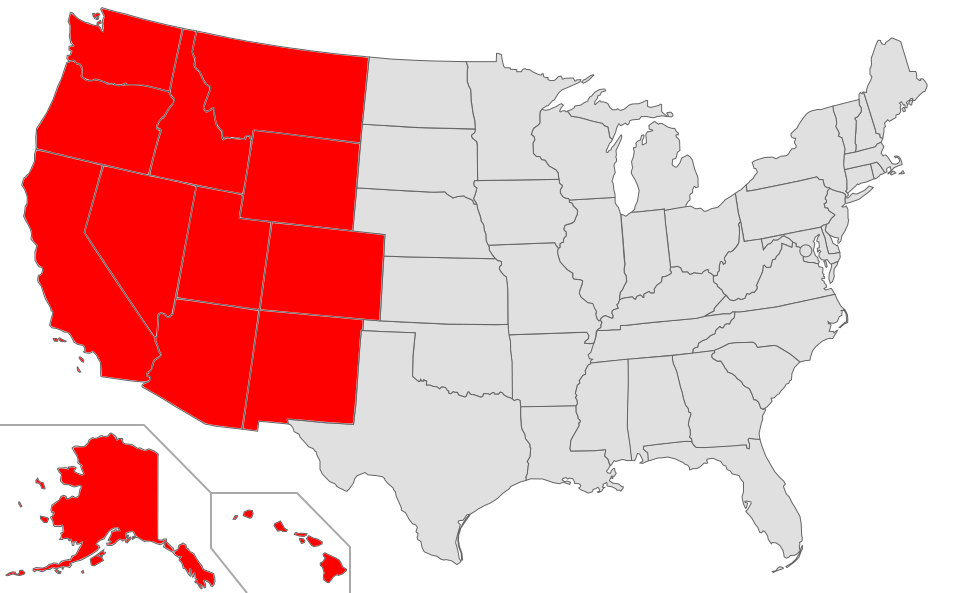
Mapa dels Estats Units destacant en vermell la Regió Oest, segons l'Oficina del Cens dels Estats Units.

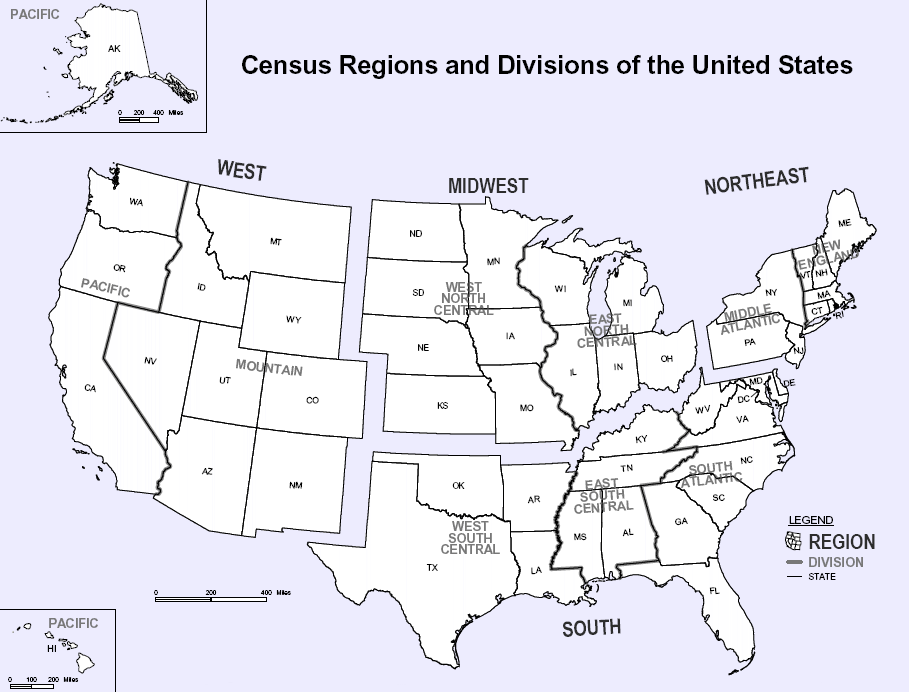
Les quatre Regions (i les seves divisions) dels Estats Units segons l'Oficina del Cens.

L'Oest dels Estats Units (American West), anomenat de vegades senzillament L'Oest o Far West, és una regió dels Estats Units que inclou els estats a l'oest del riu Mississipi. Aquesta definició ha variat al llarg del temps a causa de l'expansió territorial dels Estats Units com a nació cap a l'oceà Pacífic.

## Estats
Els estats inclosos serien els següents:
- Arizona
- Arkansas
- Califòrnia
- Colorado
- Dakota del Nord
- Dakota del Sud
- Idaho
- Iowa
- Kansas
- Louisiana
- Minnesota
- Missouri
- Montana
- Nou Mèxic
- Nebraska
- Nevada
- Oklahoma
- Oregon
- Texas
- Utah
- Washington
- Wyoming